# Simulation Theory
Simulation Theory — восьмой студийный альбом британской рок-группы Muse, выпущенный 9 ноября 2018 года. Первый сингл с альбома, «Dig Down», вышел в мае 2017 года. 15 февраля 2018 года был выпущен второй сингл под названием «Thought Contagion». 30 августа на YouTube был залит новый сингл группы «The Dark Side». 22 сентября стал известен текст нового трека «Pressure». Ранее Мэтт в своём Твиттере сказал, что песня затрагивает тему давления на него со стороны его фанатов, которые требуют больше рок-композиций. Новый сингл «Pressure» вышел 27 сентября на YouTube.

## Список композиций
Слова и музыка всех песен — Мэттью Беллами, за исключением специально указанных случаев.
| №                   | Название            | Автор(ы)                                            | Продюсер                           | Длительность |
| ------------------- | ------------------- | --------------------------------------------------- | ---------------------------------- | ------------ |
| 1.                  | «Algorithm»         |                                                     | Muse Рич Кости                     | 4:05         |
| 2.                  | «The Dark Side»     |                                                     | Muse Кости                         | 3:47         |
| 3.                  | «Pressure»          |                                                     | Muse Кости                         | 3:55         |
| 4.                  | «Propaganda»        | Bellamy Тимоти Мосли Анхель Лопес Федериков Виндвер | Muse Кости Тимбалэнд Лопес Виндвер | 3:00         |
| 5.                  | «Break It to Me»    |                                                     | Muse Кости                         | 3:37         |
| 6.                  | «Something Human»   |                                                     | Muse Кости Ноа Голдстейн [b]       | 3:46         |
| 7.                  | «Thought Contagion» |                                                     | Muse Кости                         | 3:26         |
| 8.                  | «Get Up and Fight»  | Беллами Юхан Шустер                                 | Shellback                          | 4:04         |
| 9.                  | «Blockades»         |                                                     | Muse Майк Элизондо                 | 3:50         |
| 10.                 | «Dig Down»          |                                                     | Muse Элизондо                      | 3:48         |
| 11.                 | «The Void»          |                                                     | Muse Кости                         | 4:44         |
| Общая длительность: | Общая длительность: | Общая длительность:                                 | Общая длительность:                | 42:12        |

| №                   | Название                                    | Длительность |
| ------------------- | ------------------------------------------- | ------------ |
| 12.                 | «Algorithm» (Alternate Reality version)     | 3:32         |
| 13.                 | «The Dark Side» (Alternate Reality version) | 3:54         |
| 14.                 | «Propaganda» (acoustic)                     | 2:58         |
| 15.                 | «Something Human» (acoustic)                | 3:46         |
| 16.                 | «Dig Down» (acoustic gospel version)        | 3:57         |
| Общая длительность: | Общая длительность:                         | 58:59        |

| №                   | Название                                            | Длительность |
| ------------------- | --------------------------------------------------- | ------------ |
| 12.                 | «Algorithm» (Alternate Reality version)             | 3:32         |
| 13.                 | «The Dark Side» (Alternate Reality version)         | 3:54         |
| 14.                 | «Pressure» (featuring the UCLA Bruin Marching Band) | 4:04         |
| 15.                 | «Propaganda» (acoustic)                             | 2:58         |
| 16.                 | «Break It to Me» (Sam de Jong remix)                | 3:08         |
| 17.                 | «Something Human» (acoustic)                        | 3:46         |
| 18.                 | «Thought Contagion» (live)                          | 4:08         |
| 19.                 | «Dig Down» (acoustic gospel version)                | 3:57         |
| 20.                 | «The Void» (acoustic)                               | 4:34         |
| 21.                 | «The Dark Side» (Alternate Reality instrumental)    | 2:53         |
| Общая длительность: | Общая длительность:                                 | 78:56        |